# Vojtěch Štursa
Vojtěch Štursa (3 augustus 1995) is een Tsjechisch schansspringer. Hij nam eenmaal deel aan de Olympische Winterspelen.

## Carrière
Štursa maakte zijn debuut in de wereldbeker in het seizoen 2011/2012. Bij zijn eerste wereldbekerwedstrijd op 3 december 2011 in Lillehammer eindigde hij op de 49e plaats. Hij behaalde nog geen podiumplaats in een wereldbekerwedstrijd. 
In 2018 nam Štursa deel aan de Olympische winterspelen in Pyeongchang. Individueel geraakte hij niet door de kwalificaties op de normale schans en eindigde hij zo op de 53e plaats. Samen met Viktor Polášek, Čestmír Kožíšek en Roman Koudelka eindigde Štursa op de tiende plaats in de landenwedstrijd.

## Belangrijkste resultaten

### Olympische Winterspelen
| Jaar | Plaats      | Resultaten                             |
| ---- | ----------- | -------------------------------------- |
| 2018 | Pyeongchang | 53e normale schans 10e Landenwedstrijd |

### Wereldbeker
Eindklasseringen
| Seizoen   | Algm | 4S  | RAW |
| --------- | ---- | --- | --- |
| 2016/2017 | 36e  | 38e | 49e |
| 2017/2018 | 68e  | 54e | -   |
| 2019/2020 | -    | -   | 57e |

### Grand-Prix
Eindklasseringen
| Jaar | Plaats |
| ---- | ------ |
| 2016 | 23e    |
| 2017 | 85e    |
| 2019 | 51e    |